# Illa Santa Rosa

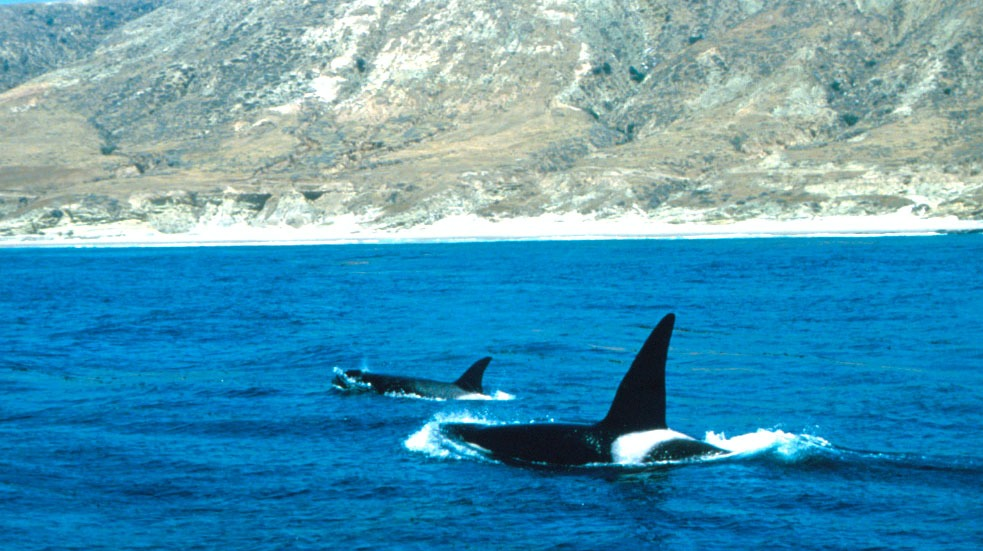
Orques davant l'illa.

L'illa Santa Rosa és una de les vuit illes Santa Bàrbara de Califòrnia. Amb 213,65 km², és la segona illa més gran de l'arxipèlag. Està situada a 42 km de la costa del comtat de Santa Barbara, del qual forma part.

## Història

### Concessió de terra mexicana
El governador Manuel Micheltorena, a la concessió de terra mexicana, va cedir l'Illa de Santa Rosa als germans José Antonio Carrillo i Carlos Antonio Carrillo. Ells van donar l'illa a les filles de Carlos, Manuela Carrillo de Jones i a Francisca Carrillo de Thompson. Els seus marits - John Coffin Jones (1796 -1861) i Alpheus Basil Thompson (1795 -1869) - van formar una societat per administrar l'illa. Es va presentar una demanda a la Public Land Comission el 1852, però la concessió no va pertànyer a Manuela Carrillo de Jones i Francisca Carrillo de Thompson fins al 1871. La societat de Thompson-Jones es va dissoldre el 1859, i l'any 1862 T. Wallace More posseïa la totalitat de l'illa. La família More va fer servir l'illa com a ranxo d'ovelles a finals del 1800, i el 1902 la va vendre a Walter L. Vail i JW. Vickers.

### Història recent
La Força Aèria dels Estats Units va mantenir una base de radar a l'illa durant la Guerra Freda.
A finals de la dècada de 1970, li van ser concedits els drets d'exploració a l'illa a la Mobil Oil Corporation. Es van utilitzar els explosius i els mètodes d'exploració vibrosísmics. En aquell moment es van fer mapes geològics i extensos exàmens del terreny.
En la dècada de 1980, l'illa de Santa Rosa formava part del Parc Nacional de les Illes del Canal. Els amos de l'illa des de l'any 1902, els ranxers Vail & Vickers de Santa Barbara, es van oposar a la inclusió de l'illa al parc. Vail & Vickers utilitzaven l'illa com ranxo per al bestiar i una reserva privada de caça. Vail & Vickers va negociar amb èxit per fer que la legislació estipulés que la compra de la seva terra seria la prioritat més elevada del Parc Nacional de les Illes del Canal. Vail & Vickers van vendre voluntàriament l'illa el 1986 per un valor estipulat de gairebé 30 milions de dòlars. L'acord inicial de permetre la continuació de l'operació del ranxo i de caça per tres mesos es va estendre sota una sèrie de permisos especials de l'ús publicats pel servei del parc nacional. Un plet per l'associació de la conservació dels parcs nacionals el 1996 va donar lloc a un acord d'establiment aprovat per la cort de la retirada de tot el bestiar de l'illa i un programa de fases per la reducció dels cérvols i dels alcis forans abans de l'any 2011.

## Ecologia
Una varietat del Pi de Torrey (Pinus torreyana var. Insularis) creix a l'illa. Es calcula que la població d'aquesta espècie amenaçada és d'uns 1000 arbres. Hogan postula que el P. torreyana va ser portat a l'illa des de les terres de la zona de Costa Central pel poble Chumash usant canoes de taulons. Quercus tomentella és natiu de l'illa.
Les oques terrestres, els ratolins gegants i el mamut pigmeu, que havien habitat l'illa, estan extints; en canvi, la guineu grisa de les illes Santa Bàrbara, la mofeta tacada, i Dudleya gnoma (una de les sis espècies de plantes endèmiques a l'illa) encara viu allà. L'illa té una de les tres úniques poblacions conegudes de Boechera hoffmannii.
Les seves aigües circumdants serveixen com a viver inestimable per a la vida del mar que alimenta mamífers marins i aus marines més grans.
El rar i endèmic liquen Caloplaca obamae, descobert el 2007 i descrit per Kerry Knudsen el 2009, commemora el president dels Estats Units Barack Obama.